# Arxiu Nacional de Xile
L'Arxiu Nacional de Xile és una institució pública de l'Estat, creat el 1927 amb la finalitat de "reunir i conservar els arxius dels Departaments d'Estat i tots els documents i manuscrits relatius a la història nacional, i atendre a la seva ordenació i aprofitament". Es tracta d'un organisme depenent de la Dirección de Bibliotecas, Archivos y Museos del Consejo Nacional de la Cultura y las Artes.

## Història
L'organisme troba les seves arrels històriques en diferents arxius especialitzats creats per diferents organismes públics de l'Estat de Xile. En la seva línia fundacional, es troba adscrit com a oficina de l'Arxiu General de l'Oficina d'Estadística, creada el 1847 sota els auspicis del president Manuel Bulnes. La "Llei Orgànica de Ministeris" de 1887 ordena la creació de l'Arxiu General de Govern, dependent del Ministeri de Justícia i Instrucció Pública de Xile, el qual al costat de la secció de manuscrits de la Biblioteca Nacional i a documents de l'Arxiu del Poder Judicial, són reorganitzats en una sola dependència anomenada '"Arxiu Nacional de Xile".
Amb la creació del Consejo Nacional de la Cultura y las Artes, no es va modificar la dependència administrativa, i l'Arxiu va continuar sota el ràfec de la DIBAM. En l'actualitat està situat al costat de l'edifici de la Biblioteca Nacional, a la sortida de l'estació de metro Santa Lucía, al Calle Miraflores.

## Funcions
Per mitjà d'un DFL de 1929, se li va atorgar a l'Arxiver Nacional el títol de Conservador de l'Arxiu Nacional, funció similar a la qual realitzen a Xile els Conversadores de Bienes Raíces, quant a que les còpies atorgades dels documents protegits per l'organisme, tenen plena validesa judicial, assimilant-se expressament la seva funció a la d'un notari. A més té la facultat de revisar els arxius de les diferents reparticions públiques i requerir a elles els documents que estimi d'interès de ser protegits.

## Fons documentals
L'Arxiu actualment administra els següents fons:
- Fons Colonial: Aquest compta amb la documentació de diferents organismes de l'administració colonial espanyola, com la Capitania General, la Reial Audiència, Cabildos, Contaduría Mayor, Escribanos, arxius de les missions dels Jesuïtes a Xile i Amèrica, Real Hisenda, Universidad de San Felipe, Tribunal de Mineria i del Consolat.

- Fons personals i familiars: Compost per donacions de diversos personatges com a diplomàtics, comerciants, historiadors i intel·lectuals de Xile del segle xix i XX. Entre elles es troben les de Benjamín Vicuña Mackenna, Claudio Gay Emilio Bello Codecido, Gabriel González Videla, Jaime Eyzaguirre, Juan Luis Sanfuentes, Pedro Aguirre Truja i Valentín Letelier.

- Arxiu General de l'Administració: col·lecció general de tota la documentació emesa per diferents organismes públics fins a 1970, en particular dels organismes de l'administració central.

- Arxiu Regional de l'Araucanía: correspon a una col·lecció particular dels documents públics emesos per les administracions militars i civils amb posterioritat a l'Ocupació de l'Araucanía.

- Arxiu Regional de Tarapacá: correspon a una col·lecció documental especial dedicada als documents emesos a la Regió de Tarapacá, administrada per la Universidad Arturo Prat d'Iquique.

A més a més l'Arxiu compta amb una secció especial de llibres o manuscrits de destacats personatges de la història de Xile, tals com una llibreta de notes de José Miguel Carrera (1821), el diari de viatge de Vicente Pérez Rosales (1848), el testament polític de José Manuel Balmaceda (1821), la correspondència de Luis Emilio Recabarren (1915-1921), etcètera.